# ゲオルギー・アレクサンドロフ
ゲオルギー・フョードロヴィチ・アレクサンドロフ（ロシア語: Георгий Фёдорович Александров、ロシア旧暦1908年3月22日、新暦4月4日 - 1961年7月7日）は、マルクス主義哲学者、ソ連の政治家。

## 経歴

### 幼年時代・教育
アレクサンドロフはサンクトペテルブルクの労働者の家庭に生まれたが、ロシア内戦中に家を失っている。1924年から1930年までボリソグレプスクBorisoglebskとタンボフで共産主義思想を学び、モスクワ歴史哲学研究所を1932年に卒業、引き続き同研究所で研究を続け、後に教授、副所長、研究所科学書記となる。

### 共産党幹部
1938年、大粛清のさなかにアレクサンドロフはコミンテルン執行委員会出版局副局長となる。1939年、ソビエト共産党中央委員会宣伝煽動局副局長、およびモスクワの中央委員会高級党学校校長（1946年まで）に任命される。
1940年9月、中央委員会書記としてソ連における共産主義宣伝活動を一手に担っていたアンドレイ・ジダーノフに代わり中央委員会宣伝煽動局長となる。1941年中央委員会候補委員（議決権のない委員）、1946年3月19日組織局Orgburo局員となる。1946年にはまたソ連科学アカデミー会員に選出される。

### 1947年の失脚
アレクサンドロフは在職中つねにヨシフ・スターリンの側近ゲオルギー・マレンコフと緊密に連携していた。1946年、マレンコフがジダーノフへの影響力を失うと、アレクサンドロフの地位も危うくなり、1947年6月、アレクサンドロフが執筆し1945年に出版された教科書『西欧哲学史』が、ヘーゲルを過大評価しロシアの哲学者の業績を軽視しているとしてスターリンの指示により批判された。アレクサンドロフは宣伝煽動局長の地位をミハイル・スースロフに奪われ、側近は粛清された。しかし組織局員には留まり、ソ連科学アカデミー哲学研究所長となる。1948年、ジダーノフが失脚、死去し、マレンコフが復権したのちも、アレクサンドロフは同職にあった。

### スターリン以後
1953年3月にスターリンが死去、マレンコフがソ連首相に就任する。1954年3月9日、マレンコフにより文化相に任命されるが、1955年2月、マレンコフがニキータ・フルシチョフとの権力闘争に敗れ失脚すると、同年3月10日に解任された。アレクサンドロフはミンスクに送られ、白ロシア科学アカデミー哲学法学研究所で弁証法的・史的唯物論部門を担当。社会科学・社会科学史の研究に余生を費やし、1961年、53歳でモスクワで死去。